# 페터르 R. 더프리스
페터르 루돌프 더프리스(Peter Rudolf de Vries, 1956년 11월 14일 ~ 2021년 7월 15일)는 네덜란드의 수사 기자이자 범죄 기자이다.
그의 텔레비전 프로그램 Peter R. de Vries, misdaadverslaggever (범죄기자, 1995-2012)는 세간의 이목을 끄는 사건을 다루었고 네덜란드 텔레비전 시청 기록을 세웠다. 2005년에 그는 곧 해산 된 자신의 정당을 창당했다. 2021년 7월 6일 그는 게스트로 출연했던 암스테르담 RTL 대로의 텔레비전 스튜디오를 떠난 후 머리에 총탄을 맞았다. 그는 위독한 상태로 병원으로 옮겨졌으나, 9일 후에 사망했다. 지하 범죄조직 세계를 폭로하는 보도와 범죄를 다루는 TV쇼 진행으로 명성을 얻은 더프리스는 오랫동안 협박에 시달렸고 경찰 보호도 받았다.
그는 최근 범죄조직과 연루된 것으로 추정되는 다수의 살인사건 재판의 핵심 증인에게 조언을 해준 것으로도 전해졌다. 이번 총격 사건 이후 2명의 남성이 용의자로 체포됐다.

## 어린 시절과 경력
더프리스는 1956년 11월 14일 네덜란드의 알스메이르에서 태어났다. 그는 Amstelveen에 있는 초등학교와 암스테르담에 있는 중등 학교를 다녔다. 1976부터 1977년까지 네덜란드 왕립 육군 에 징집되어 그는 중사가 되었다.
1978년에 더프리스는 일간지 De Telegraaf 의 기자가 되었다. 그는 네덜란드의 주요 형사 사건을 다루면서 점차 일반 저널리즘에서 범죄 보도로 옮겨갔다.  1987년 그는 De Telegraaf에서 사임하고 주간지 Aktueel의 편집장이 되었고, 이 잡지는 범죄 잡지로 탈바꿈했다.

## 탐사 보도

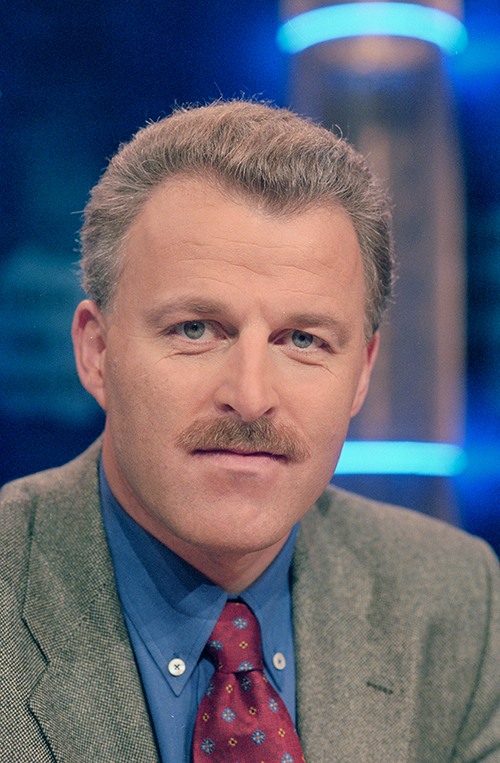
1995년 더프리스

더프리스는 과거에 여러 출판물에서 일했으며 1991년부터 독립 범죄 저널리스트로 활동하였다.  그는 크리스텔 암브로시우스의 살인을 조사했고, 마벌 비서 스밋은 그녀가 왕의 형제인 왕자 프리소와 결혼하기 전에 이전에 인정했던 것보다 마약왕 클라우스 브루인스마를 더 잘 알고 있다고 밝혔다. 그의 쇼에서 또 다른 중요한 문제는 발견된 플로피 디스크였다. 이 디스크에는 네덜란드 비밀 기관인 AIVD 연구의 자세한 정보가 포함되어 있었다. 그 기관은 살해된 정치인 핌 포르튀인을 주목했던 것으로 밝혀졌다. 기관은 그가 모로코 남성과 성관계를 가졌다고 생각했다.

## 프레디 하이네켄 납치
1983년 그는 네덜란드 신문 더 텔레흐라프에 프레디 하이네켄 납치 사건을 보도했다. 그는 수사에 참석했고 납치범 코르 반 호우트 와 빌렘 홀리더 가 체포되어 있는 프랑스의 호텔을 방문하기도 했다.

## 서지
- De zaak Heineken ("하이네켄 케이스", 1983)
- 베로니카 25병 투나안벤드 (1984)
- Uit de dossiers van commissaris Toorenaar ("Toorenaar 경찰 대위의 파일에서", 1985)
- De ontvoering van Alfred Heineken ("알프레드 하이네켄의 납치", 1987), 안소니 홉킨스 주연의 프레디 하이네켄 납치 (2014)로 각색
- Beroep: Misdaadverslaggever ("직업: 범죄 기자", 1992)
- Cipier, mag ik een 권총 반 u? ("워든, 총을 가질 수 있습니까?", 1993)
- Een moord kost meer levens ("살인은 더 많은 생명을 앗아갑니다", 1994)
- De moord die nooit mag verjaren, en ander minireportages ("절대 만료되지 않아야 하는 살인과 기타 미니 보고서", 2002)
- Alleen huilebalken hebben spijt ("울음에만 후회가 있다", 2005)
- Een crimineelliegt niet altijd... en andere waargebeurde misdaadverhalen ("범죄자는 항상 거짓말을 하는 것은 아닙니다... 그리고 다른 실제 범죄 이야기", 2006)ISBN 978-90-261-2188-3
- De zwanenzang van criminelen en andere reportages ("범죄자의 백조의 노래와 기타 보고서", 오디오북, 2007)ISBN 978-90-261-2334-4